# Eisenberg (Dalwigksthal)
Der Eisenberg ist ein 432,4 m hoher Berg südlich von Dalwigksthal, einem Ortsteil der Sammelgemeinde Lichtenfels, im nordhessischen Landkreis Waldeck-Frankenberg. Er steht in der Örkschen Schweiz, besser bekannt als Waldeckische Schweiz, einem Unter-Naturraum des Ostsauerländer Gebirgsrandes. Auf seinem Nordostausläufer steht über der Orke auf 383 m die Burg Lichtenfels, nach der die Gemeinde Lichtenfels benannt ist.
Der Eisenberg geht im Südosten in den Griechenkopf (454,4 m ü. NHN) über, den Hauptberg des Südteils der Örkschen Schweiz. Er ist weitgehend bewaldet; lediglich ein Teil des Sattels zu seinem Nordostausläufer ist ohne Baumbestand und wird landwirtschaftlich genutzt.